# Acmella caulirhiza
Espèce
Synonymes
- Eclipta filicaulis Schumach. & Thonn.[1]
- Spilanthes abyssinica Sch.Bip. ex A.Rich.[1]
- Spilanthes caulirhiza (Delile) DC.[1]
- Spilanthes filicaulis (Schumach. & Thonn.) C.D.Adams[1]
- Spilanthes mauritiana f. madagascariensis (DC.) A.H.Moore[1]

Acmella caulirhiza est une espèce de plantes à fleurs du genre Acmella et de la famille des Asteraceae,. Elle a été décrite par Delile. Elle est utilisée comme plante médicinale.

## Synonymes
- Eclipta filicaulis Schumach. & Thonn.
- Spilanthes abyssinica Sch.Bip. ex A.Rich.
- Spilanthes africana DC.
- Spilanthes caulirhiza (Delile) DC.
- Spilanthes filicaulis (Schumach. & Thonn.) C.D.Adams

## Utilisation médicinale
Les fleurs de Acmella caulirhiza sont mâchées et crachées sur les amygdales en Afrique de l’est comme traitement contre l’amygdalite. Les feuilles fraîches de Dichrocephala integrifolia associées à Acmella caulirhiza sont utilisées pour traiter le paludisme.